# 西岡善信
西岡 善信（にしおか よしのぶ、1922年7月8日 - 2019年10月11日）は、日本の美術監督・映画プロデューサー。

## 来歴
奈良県明日香村出身。法政大学文学部在学中に徴兵され、朝鮮半島で終戦を迎えた。1947年までソ連に抑留され、帰国後の1948年、大映京都撮影所に入社。美術部に配属された。
1952年、『天保水滸伝 利根の火祭』（安達伸生監督）で初めて美術監督を務め、以降大映が製作した約180本の映画で美術監督を務めた。1952年に市川崑の監督映画『あの手この手』で美術監督を務めたのをきっかけに、大映京都製作の市川監督作品の全てで美術監督を務めた。
大映倒産の後1972年、旧大映社員とともに「映像京都」を設立し、代表取締役社長を務める傍ら、美術監督、プロデューサーとして活躍。1989年に松竹京都映画常務取締役、1994年にはKYOTO映画塾塾長に就任。2002年に第20回川喜多賞を受賞。
2010年8月31日をもって、自身の高齢を理由に「映像京都」を解散した。
1992年紫綬褒章、1997年勲四等旭日小綬章、1999年京都府文化賞、2001年伊・文化賞（エンリオ・フライアーノ賞）、2004年京都市文化功労賞。
2019年10月11日午後7時22分、老衰のため京都市内の病院で死去。97歳没。

## 主な作品
- 地獄門 （1953年）
- 炎上 （1958年）
- かげろう絵図 （1959年）
- ぼんち （1960年）
- 忠直卿行状記 (1960年)
- 風と雲と砦（1961年）
- 剣に賭ける (1962年)
- 手討 (1963年)
- 越前竹人形 （1963年、毎日映画コンクール美術賞受賞）
- 若親分出獄 (1965年)
- 大魔神逆襲 （1966年）
- 大殺陣 雄呂血（1966年）
- 華岡青洲の妻 （1967年）
- 陸軍中野学校 密命 （1967年）
- 若親分千両肌（1967年）
- 秘録おんな蔵 (1968年)
- 座頭市と用心棒 （1969年）
- 将軍 （1975年）
- 吾輩は猫である（1975年）
- 金閣寺 （1976年）
- 歌麿 夢と知りせば （1977年）
- 鬼龍院花子の生涯 （1981年、日本アカデミー賞最優秀美術賞受賞）
- 陽暉楼 （1983年、日本アカデミー賞最優秀美術賞受賞）
- 瀬戸内少年野球団 （1984年、日本アカデミー賞最優秀美術賞受賞）
- 北の螢 （1984年）
- 櫂 （1985年）
- 薄化粧 （1985年）
- 鑓の権三 （1985年）
- 吉原炎上 （1986年）
- 太閤記（1987年）
- 226 （1987年）
- 利休 （1991年）
- 豪姫 （1992年）
- 女殺油地獄 （1992年）
- 子連れ狼 その小さき手に (1993年)
- 忠臣蔵外伝 四谷怪談 （1994年）
- 藏 （1995年）
- 梟の城 （1998年）
- 御法度 （1999年）
- どら平太 （2000年）
- 長崎ぶらぶら節 （2000年）
- 化粧師 KEWAISHI （2002年）
- バルトの楽園 （2006年）
- 敵は本能寺にあり（2007年）
- 2夜連続 松本清張スペシャル 球形の荒野 （2010年）
- 最後の忠臣蔵（2010年、日本アカデミー賞最優秀美術賞受賞）

## 出演
- 花王ファミリースペシャル「華のとき 田村正和」（1993年、関西テレビ）